# Kynaston Reeves
Kynaston Reeves (Londres, Inglaterra, 29 de maio de 1893 – Londres, Inglaterra, 5 de dezembro de 1971), nasceu Philip Arthur Reeves, foi um ator inglês que atuou em vários filmes e em algumas aparições na televisão e séries.

## Filmografia selecionada
- Many Waters (1931)
- The Lodger (1932)
- The Sign of the Four (1932)
- Puppets of Fate (1933)
- Hide and Seek (1964)
- The Caramel Crisis (1966)
- Gates to Paradise (1968)
- Hot Millions (1968)
- The Private Life of Sherlock Holmes (1970)